# The Book (EP)
The Book è il primo EP dei Yoasobi, uscito il 6 gennaio 2021. 

## Tracce
Testi e musiche di Ayase.
1. Epilogue – 0:50
2. Encore (アンコール) – 4:30
3. Halzion (ハルジオン) – 3:18
4. Ano Yume o Nazotte (あの夢をなぞって) – 4:03
5. Tabun (たぶん) – 4:23
6. Gunjō͘ (群青) – 4:08
7. Haruka (ハルカ) – 4:04
8. Yoru ni Kakeru (夜に駆ける) – 4:21
9. Prologue – 0:35

Durata totale: 30:12

## Dettagli delle canzoni
- Encore
  - Google Pixel 5, Pixel 4a(5G) brano CM [3]
- Halzion
  - Canzone tematica di "Mukou no kuni" di Gekidan Nomeets. [4]
- Ano Yume o Nazotte
  - Canzone del mese di giugno della serie "Tokudane!" di Fuji TV . [5]
- Tabun
  - Sigla del film "Tabun". [6]
- Gunjō
  - Canzone CM di Alfort. [7]

## Credito
- Yoasobi
  - Ayase: Compositore
  - Ikura: Voce
- Musicisti aggiuntivi
  - Rockwell: Assolo di Chitarra (# 4), Chitarra (# 5)
  - AssH: Chitarra (# 6)
  - Takeruru: Chitarra (# 8)
  - Plusonica: Coro (# 6)